# Малиці-Косьцельне
Малиці-Косьцельне (пол. Malice Kościelne) — село в Польщі, у гміні Ліпник Опатовського повіту Свентокшиського воєводства.
Населення — 121 особа (2011).
У 1975-1998 роках село належало до Тарнобжезького воєводства.

## Демографія
Демографічна структура на день 31 березня 2011 року:
|          | Загалом | Допрацездатний вік | Працездатний вік | Постпрацездатний вік |
| -------- | ------- | ------------------ | ---------------- | -------------------- |
| Чоловіки | 65      | 8                  | 48               | 9                    |
| Жінки    | 56      | 5                  | 32               | 19                   |
| Разом    | 121     | 13                 | 80               | 28                   |